# 2768 Gorky
2768 Gorky este un asteroid din centura principală, descoperit pe 6 septembrie 1972 de Liudmila Juravliova.